# فيرونيكا مارس (الموسم الثالث)
الموسم الثالث من مُسلسل الغموض والدراما الأمريكي فيرونيكا مارس، بدأ عرضهُ على قناة «CW» في الولايات المتحدة في 3 أكتوبر، 2006، وأحتوى على 20 حلقة، إنتهى عرضهُ في 22 مايو، 2007.

## المُمثلين والشخصيات

### شخصيات رئيسية
- كريستين بيل بدور فيرونيكا مارس، طالبة في المدرسة الثانوية ومحققة خاصة متمرسة.
- تيدي دان بدور دانكن كاين، حبيب فيرونيكا السابق وأخ ليلي التي تقتل في الحلقة الأولى.
- جيسون دورينغ بدور لوغان إيكلوس.
- بيرسي دوغ الثالث بدور والاس فينيل، صديق فيرونيكا المُقرب وشريكها في التحقيق.
- فرانسيس كابرا بدور إيلاي نافارو، صديق فيرونيكا، وقائد عصابة الدراجات.
- إنريكو كولانتوني بدور كيث مارس، شرطي سابق ومحقق خاص، غالباً ماتساعدهُ فيرونيكا في حل القضايا.

## نظرة عامة
| عدد الحلقات | تاريخ البثّ الأصلي | تاريخ البثّ الأصلي | القناة |
| عدد الحلقات | أول بث            | آخر بث            | القناة |
| ----------- | ----------------- | ----------------- | ------ |
| 20 حلقة     | 3 أكتوبر، 2006    | 22 مايو، 2007     | CW     |

## الحلقات
| التسلسل الإجمالي | تسلسل الموسم | عنوان الحلقة "بالإنجليزية"               | إخراج        | كتابة                    | تاريخ العرض    | رمز الإنتاج | عدد المشاهدين (بالمليون) |
| ---------------- | ------------ | ---------------------------------------- | ------------ | ------------------------ | -------------- | ----------- | ------------------------ |
| 45               | 1            | «Welcome Wagon»                          | جون كريتشمير | روب توماس                | 3 أكتوبر 2006  | 3T5801      | 3.36                     |
| 46               | 2            | «My Big Fat Greek Rush Week»             | جون كريتشمير | ديان روجيرو              | 10 أكتوبر 2006 | 3T5802      | 2.96                     |
| 47               | 3            | «Wichita Linebacker»                     | هاري وينر    | فيل كليمير وجون إينبون   | 17 أكتوبر 2006 | 3T5803      | 3.12                     |
| 48               | 4            | «Charlie Don't Surf»                     | جيسون بلوم   | ديان روجيرو وجيسون إيلين | 24 أكتوبر 2006 | 3T5804      | 3.33                     |
| 49               | 5            | «President Evil»                         | نيك مارك     | جوناثان مسكن وديفيد مولي | 31 أكتوبر 2006 | 3T5805      | 2.70                     |
| 50               | 6            | «Hi, Infidelity»                         | مايكل فيلدز  | جون إينبون               | 7 نوفمبر 2006  | 3T5806      | 2.75                     |
| 51               | 7            | «Of Vice and Men»                        | هاري وينر    | فيل كليمير               | 14 نوفمبر 2006 | 3T5807      | 2.69                     |
| 52               | 8            | «Lord of the Pi's»                       | ستيف غومر    | ديان روجيرو              | 21 نوفمبر 2006 | 3T5808      | 2.57                     |
| 53               | 9            | «Spit & Eggs»                            | روب توماس    | روب توماس                | 28 نوفمبر 2006 | 3T5809      | 3.44                     |
| 54               | 10           | «Show Me the Monkey»                     | نيك مارك     | جون إينبون وروبرت هول    | 23 يناير 2007  | 3T5810      | 3.23                     |
| 55               | 11           | «Poughkeepsie, Tramps and Thieves»       | جون كريتشمير | ديان روجيرو              | 30 يناير 2007  | 3T5811      | 2.69                     |
| 56               | 12           | «There's Got to Be a Morning After Pill» | تريشا بروك   | فيل كليمير وجون إينبون   | 6 فبراير 2007  | 3T5812      | 2.40                     |
| 57               | 13           | «Postgame Mortem»                        | جون كريتشمير | جو فوتشي                 | 13 فبراير 2007 | 3T5813      | 2.37                     |
| 58               | 14           | «Mars, Bars»                             | هاري وينر    | فيل كليمير وجون إينبون   | 20 فبراير 2007 | 3T5814      | 2.27                     |
| 59               | 15           | «Papa's Cabin»                           | مايكل فيلدز  | جون إينبون               | 27 فبراير 2007 | 3T5815      | 2.66                     |
| 60               | 16           | «Un-American Graffiti»                   | جون كريتشمير | روبرت هول                | 1 مايو 2007    | 3T5816      | 2.35                     |
| 61               | 17           | «Debasement Tapes»                       | دا إيثريج    | جون إينبون               | 8 مايو 2007    | 3T5817      | 1.85                     |
| 62               | 18           | «I Know What You'll Do Next Summer»      | نيك مارك     | جوناثان مسكن وديفيد مولي | 15 مايو 2007   | 3T5818      | 2.10                     |
| 63               | 19           | «Weevils Wobble But They Don't Go Down»  | جيسون بلوم   | فيل كليمير               | 22 مايو 2007   | 3T5819      | 1.78                     |
| 64               | 20           | «The Bitch Is Back (Veronica Mars)»      | مايكل فيلدز  | روب توماس وديان روجيرو   | 22 مايو 2007   | 3T5820      | 2.15                     |

## وصلات خارجية
- فيرونيكا مارس الموسم الثالث على موقع ميتاكريتيك (الإنجليزية)
- فيرونيكا مارس الموسم الثالث على موقع روتن توميتوز (الإنجليزية)

فيرونيكا مارس  في قاعدة بيانات الأفلام على الإنترنت (بالإنجليزية)